# 바르샤바 대학교
바르샤바 대학교(폴란드어: Uniwersytet Warszawski, 영어: University of Warsaw)는 폴란드 바르샤바에 위치한 대학교이다. 폴란드의 공립 대학교로서 1816년 11월 14일에 설립되었다.